# Paul Lissek
Paul Lissek (* 27. August 1947 in Limburg an der Lahn) ist ein ehemaliger deutscher Hockeyspieler und Trainer; er war Trainer der Olympiasiegermannschaft 1992.
Lissek begann seine aktive Karriere 1957 beim Limburger HC, ab 1964 spielte er in der ersten Mannschaft. 1968 wechselte er zum SC Frankfurt 1880, mit dem er 1969 und 1970 die deutsche Meisterschaft und 1971 den Europapokal der Landesmeister gewann. Aus Studiengründen wechselte er 1971 zu Rot-Weiss Köln; mit diesem Verein wurde er 1972 und 1973 Deutscher Meister. Danach wechselte er zurück zum Limburger HC. Von 1970 bis 1976 wirkte Lissek in 49 Länderspielen der deutschen Nationalmannschaft mit, davon fünf Spielen in der Halle.
Nach seiner Karriere war Lissek von 1981 bis 1989 Trainer der deutschen Juniorennationalmannschaft, mit der er jeweils dreimal Europameister und Weltmeister wurde. Von 1991 bis 2000 war Lissek Trainer der deutschen Herren-Nationalmannschaft; er führte die deutsche Mannschaft zum Olympiasieg 1992 sowie zu Siegen bei den Europameisterschaften 1991, 1995 und 1999. Nach dem fünften Platz bei den Olympischen Spielen 2000 endete seine Zeit als deutscher Nationaltrainer; in der Folge war er in Asien tätig, so für die malaysische Hockeynationalmannschaft der Herren.